# Le Quesnel-Aubry
Le Quesnel-Aubry is een gemeente in het Franse departement Oise (regio Hauts-de-France) en telt 127 inwoners (1999). De plaats maakt deel uit van het arrondissement Clermont.

## Geografie
De oppervlakte van Le Quesnel-Aubry bedraagt 4,7 km², de bevolkingsdichtheid is 27,0 inwoners per km².
De onderstaande kaart toont de ligging van Le Quesnel-Aubry met de belangrijkste infrastructuur en aangrenzende gemeenten.

## Demografie
Onderstaande figuur toont het verloop van het inwonertal (bron: INSEE-tellingen).